# دوزیورت (اورتاحصار)
دوزیورت (به ترکی استانبولی: Düzyurt) یک منطقهٔ مسکونی در ترکیه است که در اورتاحصار واقع شده‌است. دوزیورت ۱٬۶۷۳ نفر جمعیت دارد.